# トゥ・フランス
「トゥ・フランス」（To France）は、マイク・オールドフィールドが作詞・作曲して1984年のアルバム『ディスカバリー』からの先行シングルとして発表した楽曲。

## 背景
メアリー・クイーン・オブ・スコッツが、1500年代中期にフランスへ逃れたことを題材とした歌である。本作の冒頭のメロディは、『ディスカバリー』収録曲「トーク・アバウト・ユア・ライフ」でも流用された。
マギー・ライリーがゲスト・ボーカリストとして参加した。なお、ライリーのソロ・アルバム『エレーナ』（1996年）には本作のリメイクが収録され、1997年にはライリーのヴァージョンもシングル・カットされて、ヨーロッパの一部の国でシングル・チャート入りを果たした。

## 反響・評価
全英シングルチャートでは7週トップ100入りし、最高48位を記録した。一方、ヨーロッパでは母国以上の成功を収め、オランダのシングル・チャートでは10週トップ40入りして、うち2週にわたって最高4位となり、ドイツのシングル・チャートでは合計2週にわたり6位を記録した。
Mike DeGagneはオールミュージックにおいて「シンセサイザーの過剰な使用も、その他のサウンド・エフェクトの追加も排されたことで、清廉かつ極めて誠実な音像となっている」と評している。

## カヴァー
- ブラインド・ガーディアン - コンピレーション・アルバム『フォゴトゥン・テイルズ』（1996年）に収録[15]。
- リーヴズ・アイズ - アルバム『ミーアデッド』（2011年）に収録[16]。
- キム・ワイルド - アルバム『Snapshots』（2011年）に収録[17]。